# Emmanuel Intxauspe
Emmanuel Intxauspe (Atharratze, 1815 - Onizegaine, 1902) va ser un escriptor en euskera suletí nascut a Zuberoa. Fou ordenat sacerdot amb 25 anys el 1840, i de 1842 a 1864 va ser el capellà de l'Hospital Civil de Saint-Léon de Baiona. Louis Lucien Bonaparte va ser el seu mecenes.

## Obres

### Traduccions
- Danteren comediaren lehen zatia (1890); traducció de La Divina Comèdia de Dante
- San Mateoren ebanjelioaren (1856); traducció de l'Evangeli de Sant Mateu a l'euskera.

### Cançons
- Kantika saintiak zuberoaco euskaraz (1897); càntic sagrat en suletí

### Religió
- Jinkouac guiçonareki eguin patoac, edo eguiazco religionia (1851)

### Estudis antropològics
- Le Peuple Basque: Sa langue, son origine (1893); presentat prèviament a l'Associació francesa pel progrés de les ciències